# Imagen pública de Roman Reigns

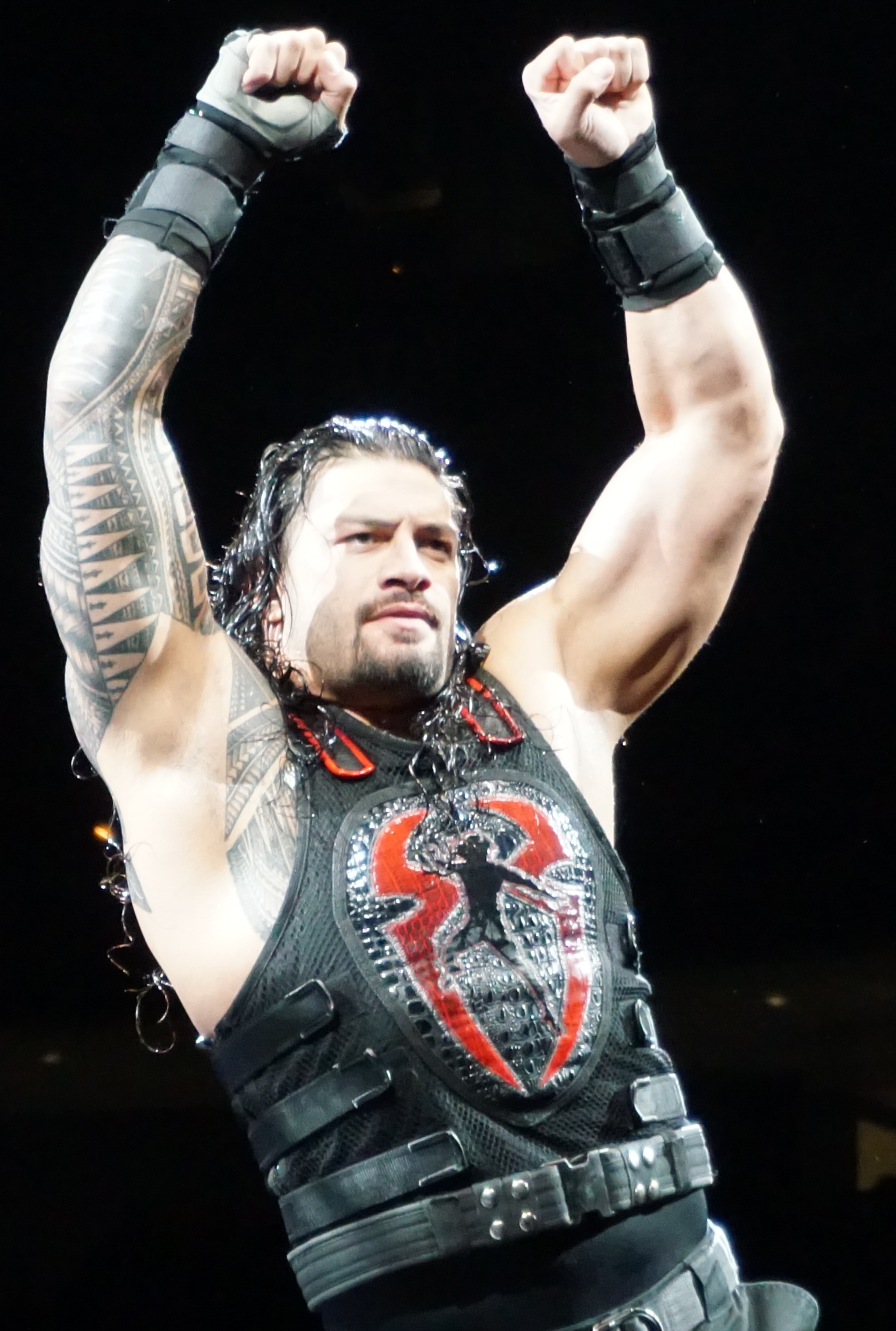
Reigns en un show en vivo de WWE en Buffalo, Nueva York el 25 de marzo de 2018

Cuando debutó en NXT, en 2012, el personaje de Roman Reigns era el de un «hombre de negocios que siempre vestía para impresionar» y se veía a sí mismo como «el más valioso de los productos en WWE». Al ser ascendido al roster principal, su personaje fue establecido por WWE como el «powerhouse» y el «peso pesado» de The Shield, así como un «atleta excepcional». Notable como el miembro que menos hablaba de The Shield, a mediados de 2013, el personaje de Reigns fue ajustado de «el tranquilo al que se le da una o dos líneas» a ser «ultra confiado», que solo necesita «unas palabras para hacer su punto» y una fuente de liderazgo con «fuerza tranquila». CM Punk más tarde reveló que se le había obligado constantemente hacer a Reigns lucir «muy, muy fuerte» en su lucha en el evento de diciembre de 2013 TLC, a pesar de que The Shield estaba programado a perder. Reigns fue galardonado con el premio al «mayor progreso» del 2013 de la Wrestling Observer Newsletter. Cuando el Royal Rumble de 2014 se redujo a solamente Reigns y Batista, Reigns fue ovacionado a pesar de haber sido un heel por más de un año. Reigns más tarde reconoció que la lucha con su «extremadamente vocal» reacción de la audiencia como una «situación cool» y un «momento surreal». A mediados de 2014, Stone Cold Steve Austin dijo que vio un gran potencial en Anoa'i, mientras que David Shoemaker de Grantland escribió que Anoa'i tenía «misterio e intensidad», así como «superestrella escrito en él».
Después de que The Shield se disolvió, Reigns (a diferencia de los otros ex-miembros de The Shield) conservó gran parte de la estética de The Shield, incluyendo vestimenta, tema musical y entrada al ring. Se señaló en julio de 2014 que Reigns estaba recibiendo «un sello de aprobación vocal» del público en vivo. A pesar de esto, se hicieron comparaciones entre Reigns y John Cena; el luchador Mikey Whipwreck comentó en 2015 que la WWE hacía al personaje de Reigns «hablando y tratando de ser como John Cena» en programas de televisión, que Whipwreck predijo que sería «muy polarizante». Whipwreck también dijo que Anoa'i no tenía la capacidad de, ya sea de «proteger a su personaje y la forma en que se encuentra con el público» o «ponerle su toque personal». Los comentaristas de la Pro Wrestling Torch Newsletter criticaron diversamente a Reigns en 2014 y 2015, escribiendo que ya «está recibiendo el tratamiento tipo John Cena. Tiene el aspecto que las mujeres aman y los niños porque casi tiene el aspecto de un superhéroe [...] Su trabajo en el ring es decente para lo que pueda hacer pero su set de movimientos es muy limitado». También incluido fue su «entrega forzada de promos», así como sus «expresiones faciales y lenguaje corporal» «petulante y molesto» para un face superior, que «espanta a muchos fans». Matt O'Brien de WrestleView sintió en marzo de 2015 que «el pasado año ha sido sólo nosotros hablando de [Reigns] teniendo potencial, pero en realidad no ha crecido. En todo caso, la ruptura de The Shield le ha expuesto».
En respuesta a los informes de que Reigns fue establecido a recibir un push al evento principal de camino a WrestleMania 31, los críticos del Wrestling Observer, Pro Wrestling Torch, Grantland y WrestleView expresaron su preocupación desde finales de 2014 hasta principios de 2015 de que Reigns, a pesar de «no estar completamente listo», estaba «siendo empujado de manera demasiado dura, demasiado pronto», mientras que la WWE trató de hacerle su próxima «estrella insignia», «sin importar cómo reaccionaran los fans». Su rápido ascenso hasta el evento principal se comparó con el de Diesel en 1994-1995. La WWE también fue criticada por TV.com por tener a Daniel Bryan y a Paul Heyman aprobando a Reigns después de Fastlane con «dos promos sorprendentemente transparentes... tratando de ilustrar la grandeza de Reigns». En respuesta a los comentarios de que Reigns «no estaba preparado» para el primer puesto, Triple H dijo que nadie está listo para ser lanzado a esa posición. mientras que Paul Heyman dijo que detractores eran «ciegos de lo talentoso que este joven es [...] Él se ha adaptado a este negocio tan rápido como cualquiera que he visto nunca».
La victoria de Reigns al Slammy Award a la superestrella del año 2014 obtuvo sorpresa hasta el punto de acusaciones de fraude en los votos hacia la WWE, pero tanto Pro Wrestling Insider como Dave Meltzer afirmaron que la votación de los aficionados era legítima. Un mes más tarde, Reigns quedó en segundo lugar para el premio al luchador «más sobrevalorado» del 2014 de la Wrestling Observer Newsletter. En una entrevista publicada en enero de 2015, Anoa'i se describió como «consiguiendo una atmósfera mezclada de vez en cuando», con «mucho amor» y «odio en medio de ella». Durante el Royal Rumble 2015, Reigns fue abucheado durante y después de la lucha, a pesar de retratar a un face y ser avalado por The Rock. Escribiendo unos meses después de Royal Rumble, Paul Heyman sugirió que la recepción negativa que Reigns recibió se debió a los aficionados siendo llevados a creer que su compañero participante en el Royal Rumble Daniel Bryan, que había sido eliminado en la mitad de la lucha, haría un «milagroso regreso» en el evento, que llevó a Reigns siendo visto como «el hombre parado en el camino de Daniel Bryan». Triple H reconoció la negativa respuesta de los fanes a Reigns en programas televisados, pero dijo que Reigns había recibido respuestas más favorables en eventos no televisados. Según informes, la WWE confiscó signos anti-Reigns de fanes tanto antes como después de WrestleMania 31. En marzo de 2015, Jason Powell de Prowrestling.net dijo respecto a Reigns: «No puedo recordar a un luchador del evento principal de WrestleMania que no haya hablado en el programa anterior al evento. Realmente hicieron más de lo posible para protegerlo». Además, cuando a Dave Meltzer se le preguntó si había habido alguna vez un luchador con menor grado de aceptación que Reigns en el evento principal de WrestleMania. Meltzer respondió: «No, no lo ha habido nunca». En WrestleMania 31, Pro Wrestling Torch describió que Reigns recibió «abucheos universales» y dedos medios, así como señalando que Reigns necesitaba seguridad para su entrada a través de la multitud, sin embargo, la lucha del evento principal de WrestleMania fue muy bien recibida por Pro Wrestling Torch y el Canadian Online Explorer, y el evento en sí se informó que fue el evento más taquillero en la historia de la compañía. En el Raw posterior a WrestleMania, Reigns fue abucheado durante su lucha de equipos en el evento principal.
A pesar de la reacción negativa de los fanes a principios de 2015, las actuaciones de Reigns fueron ampliamente elogiadas por críticos. David Shoemaker de Grantland dijo que Reigns había «superado todas las expectativas» desde después de Royal Rumble a Extreme Rules. Este sentimiento fue compartido por los críticos de prowrestling.net y Rolling Stone, que sentían que Reigns había «entregado grande en tres luchas consecutivas en pago por visión» en Fastlane, WrestleMania y Extreme Rules, incluyendo «una actuación estelar» en WrestleMania donde Reigns «demostró que pertenece».
| No puedo decir que realmente lo construí alrededor de nadie dentro de la industria. En todo caso, más [de] películas. Es difícil porque, de una manera extraña, estoy seguro de que ustedes han visto Gangs of New York, The Butcher. En su mente, hay un elemento malo en él. Pero él es el nativo, él es el que es de América. Me gusta ese tipo de personajes en los que hay una justificación, al menos en su propia mente, para lo que están haciendo". —Anoa'i en una conversación con Comic Book sobre su cambio de personaje en agosto de 2020. |

Después de ser retratado como un babyface durante los años 2014 y 2019, Reigns decidió cambiar su personaje debido a que los fanes querían un cambio de este último a rudo. Este cambio ocurrió después del evento estelar de SummerSlam del 2020 luego de la defensa titular por el campeonato universal entre Braun Strowman y The Fiend "Bray Wyatt, en la cual Reigns hizo su regreso y atacó a ambos luchadores. Después de que Reigns ganara el campeonato en el siguiente PPV: Payback tras derrotarlos, los creativos quedaron muy impresionados al ver lo que el público estaba necesitando desde un principio: un cambio a heel, el cual se podía describir como el comienzo de una nueva era para el luchador samoano, ganando un push.
Según fuentes, la marca SmackDown estaba sufriendo bajas en los ratings de audiencia desde el 2016, debido a que algunos luchadores rudos convencían sin éxito al público porque sus storylines desperdiciaban a sus gimnicks y no captaban ni la más mínima atención y lo peor de todo, carecían de un líder. Cuando Reigns se coronó como campeón universal por segunda ocasión, los índices de audiencia comenzaron a aumentar incomparablemente hasta superar casi las cifras de audiencia de la marca Raw y de la empresa rival, AEW. Para ese entonces, Reigns es considerado como el verdadero "Salvador de SmackDown" y actualmente uno de los villanos que cumplió la misión de ejercer autoridad y destacar fuerza bruta porque gracias a él hicieron que el campeonato fuera relevante, mejoró tanto su manejo en el micrófono como también en su personaje (el físico y su personalidad), incluyendo buenas historias donde algunos luchadores involucrados estarían al mismo nivel que él por los 
campeonatos exclusivos que se defendían en esa marca y según los medios, había probabilidades de que se convirtiera en la próxima "cara de la empresa" de WWE. Su nuevo personaje es considerado también como Tribal Chief y Head Of The Table, respectivamente tras encabezar varios eventos pay-per-view. A partir de su regreso, su carrera profesional como luchador cambiaría para siempre debido a su nueva faceta, pero debido a sus creencias, quería empezar un nuevo cambio ya que no estaba convencido de que si no cambiaran su gimnick de babyface, no regresaría a los cuadriláteros a menos de que los creativos y productores accedían a su petición de suma importancia. Tras su reciente victoria en WrestleMania 38, fue considerado como un dios, no solo por sus logros, sino por tener una dictadura que ejerce mayor fortaleza y supremacía.
Con el paso de los meses, Reigns defendía el campeonato con éxito pese a la interferencia de sus primos ante algunos luchadores en luchas de largo, corto y mediano plazo, teniendo varios feudos y rivalidades que captaron la atención en los fanáticos, recibiendo elogios y admiraciones por su personaje incluyendo que también consiguió romper diferentes récords por su reinado como campeón universal.